# Onside kick

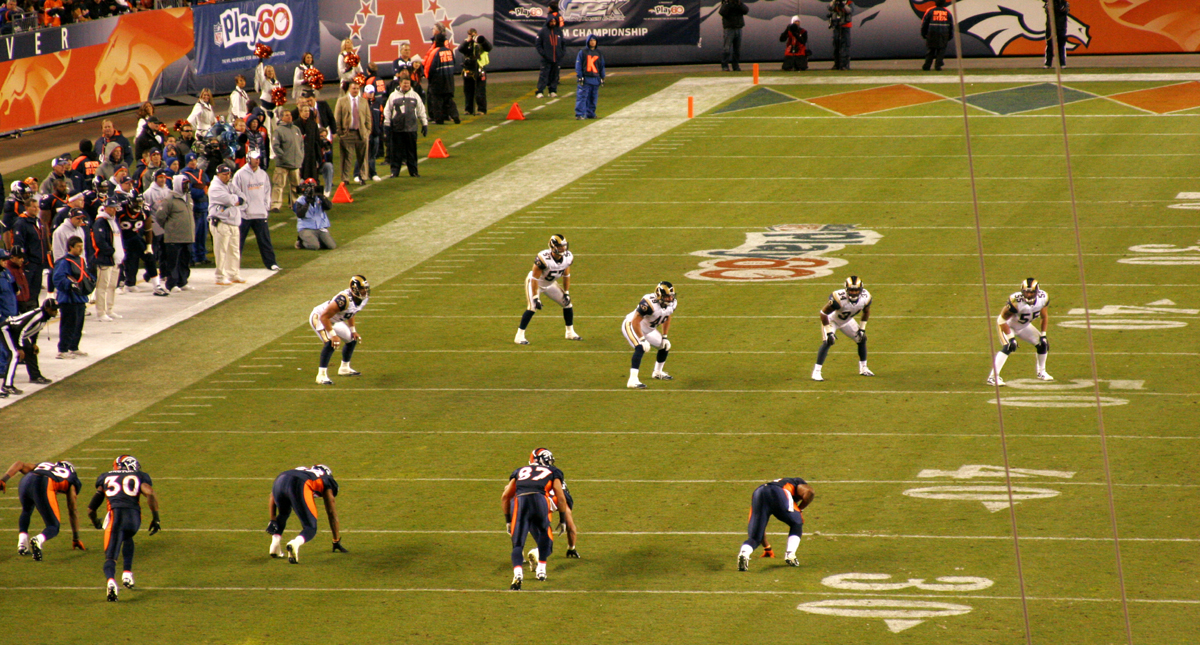
I Denver Broncos tentano un onside kick contro i St. Louis Rams nell'incontro del 28 novembre 2010.

L'onside kick è un particolare tipo di azione del football americano nella quale, durante un kickoff, il pallone è intenzionalmente calciato a breve distanza e verso un lato del campo, invece che in profondità, al fine di tentare la riconquista della palla da parte della squadra che effettua il calcio.
Per poter essere definito tale, un onside kick non deve superare la distanza delle 20 yard.

## Strategia di gioco
Di solito la squadra che rimette il pallone in gioco con un kickoff effettua un calcio lungo e alto. Tale traiettoria è utile per allontanare l'azione successiva dalla propria area di touchdown e per dare al proprio special team più tempo per raggiungere il giocatore avversario incaricato di recuperare il pallone allo scopo di placcarlo prima che questi abbia guadagnato molte yard. Quando invece la squadra che effettua la rimessa ha estremo bisogno di mantenere il possesso della palla per cercare di segnare punti ed è disposta a correre il rischio di consentire agli avversari la ripresa del gioco in posizione a questi favorevole, può tentare un onside kick. Tale estrema decisione viene assunta da una squadra quando questa abbia meno del 10% di possibilità di vittoria.
Tale azione è raramente tentata a causa della scarsa probabilità di riuscita. Statistiche della NFL infatti attestano sul 26% la possibilità che una squadra, dopo aver calciato un onside kick, riesca a recuperare il pallone. Tale bassa probabilità è determinata dal fatto che spesso tale azione risulta altamente prevedibile e che la squadra che riceve l'onside kick ha modo di prepararsi a fronteggiare tale evenienza. Al contrario, quando l'onside kick avviene in modo inaspettato, la squadra che l'effettua ha il 60% di probabilità di portare a buon fine l'azione.

## Regole NFL
Le regole NFL prevedono che:
- il pallone debba percorrere almeno 10 yard prima che un giocatore della squadra che lo ha calciato possa toccarlo e quindi recuperarlo. Questa limitazione viene a cadere qualora un giocatore della squadra in ricezione tocchi la palla prima che questa abbia percorso le 10 yard;
- dopo che la palla abbia percorso le 10 yard o sia stata toccata da un giocatore della squadra in ricezione, diventi palla viva e possa essere recuperata da qualsiasi giocatore di una delle due squadre;
- qualora il pallone venga calciato fuori dal campo ed esca prima di aver percorso le 10 yard, la squadra che ha effettuato il calcio debba ripeterlo dopo essere stata penalizzata;
- che nessun giocatore possa sopravanzare il kicker prima che questi abbia calciato il pallone.